# Action privilégiée
En droit canadien et québécois, une action privilégiée est une action qui dispose d'un privilège prévu dans les statuts qui lui donne un avantage spécifique sur les actions ordinaires ou sur d'autres actions disposant d'un privilège différent.
Alors que les actions ordinaires ont les trois droits de base (droit de vote, droit au reliquat et droit au dividende déclaré), souvent les actions privilégiées vont aménager les droits dans les statuts et parfois renoncer à certains droits en l'échange du privilège dont elles disposent.    

## Types d'actions privilégiées
- Une action préférentielle est une catégorie d'action privilégiée qui dispose d'un ordre de priorité dans le paiement d'un dividende déclaré.

- Une action de contrôle (ou action multi votante) est une action qui dispose de plusieurs votes afin de permettre aux dirigeants et fondateurs de garder le contrôle sur leur entreprise.

- Une action de roulement est une action qui permet d'effectuer un roulement fiscal.

- Une action d'investissement est une action qui peut être rachetée unilatéralement par la société en tout temps au gré à la demande de l'actionnaire, à défaut de quoi la société devient créancier de cet actionnaire.

- Une action convertible permet aux actionnaires de les convertir en une autre catégorie d'actions.

- Une action à taux variable est une action qui varie pour refléter les variations des taux d'intérêts

- Une action perpétuelle procure des dividendes à perpétuité.